# Asystasia dalzelliana
Asystasia dalzelliana là một loài thực vật có hoa trong họ Ô rô. Loài này được Santapau mô tả khoa học đầu tiên năm 1948.

## Hình ảnh

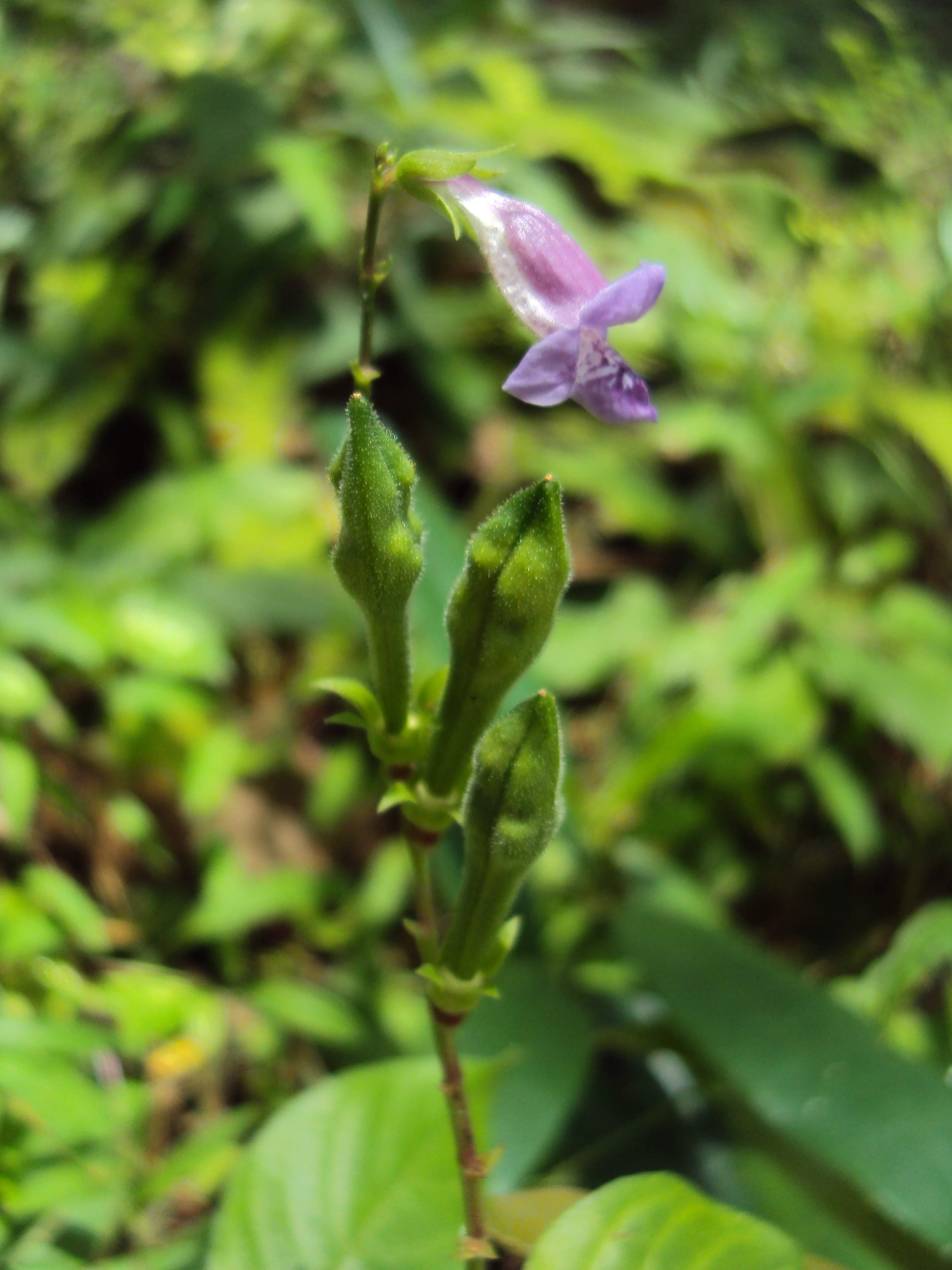
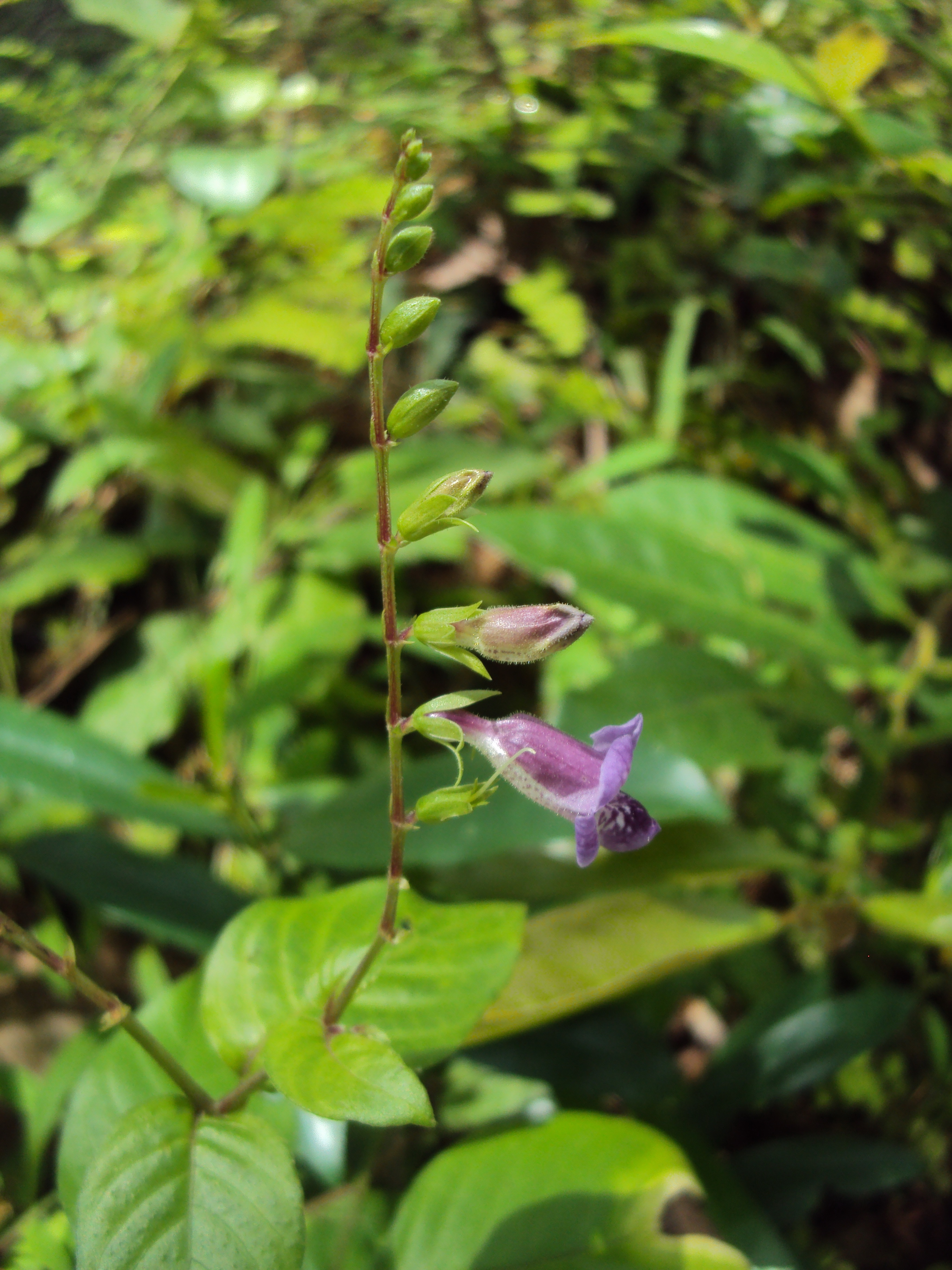
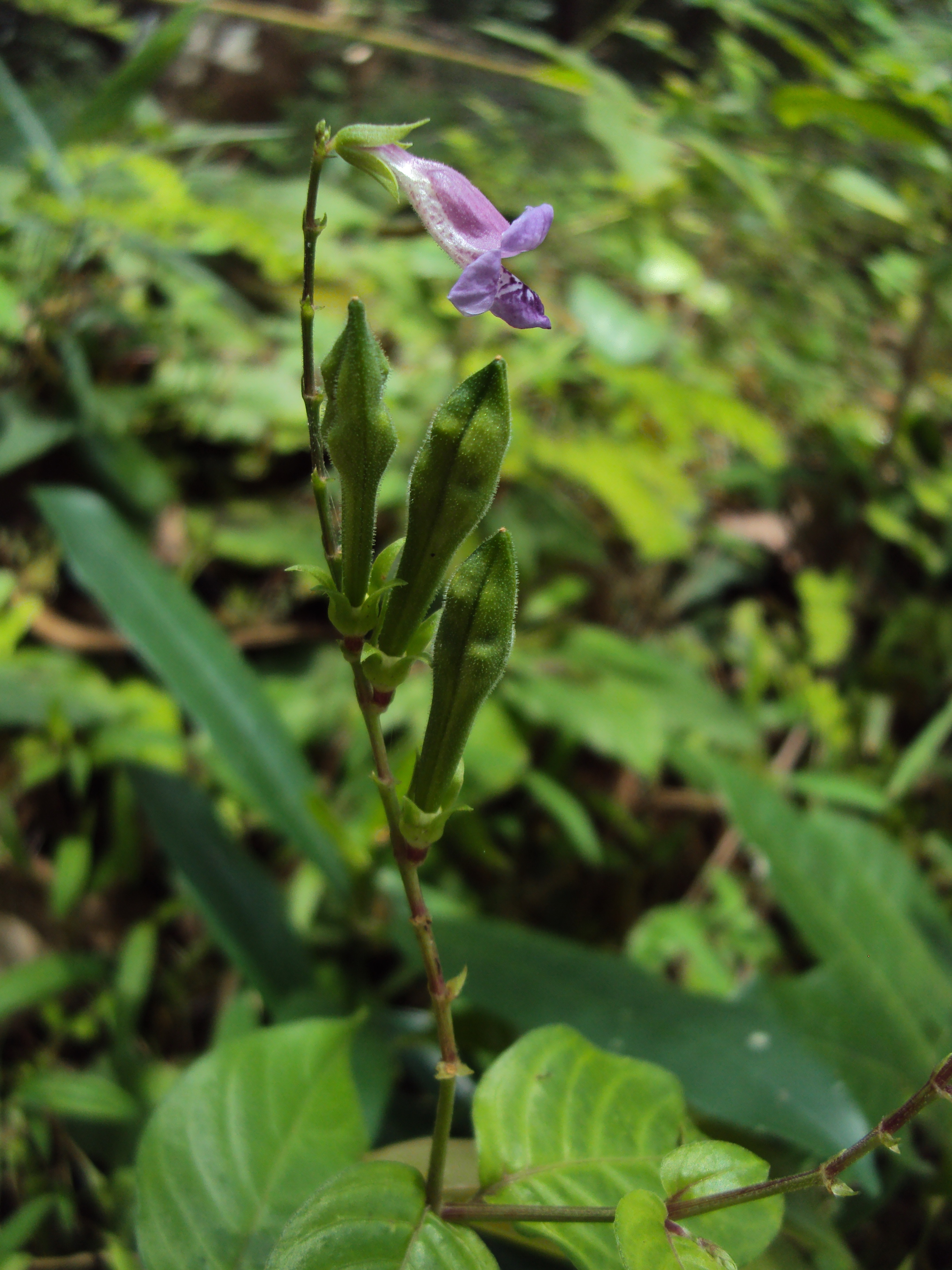
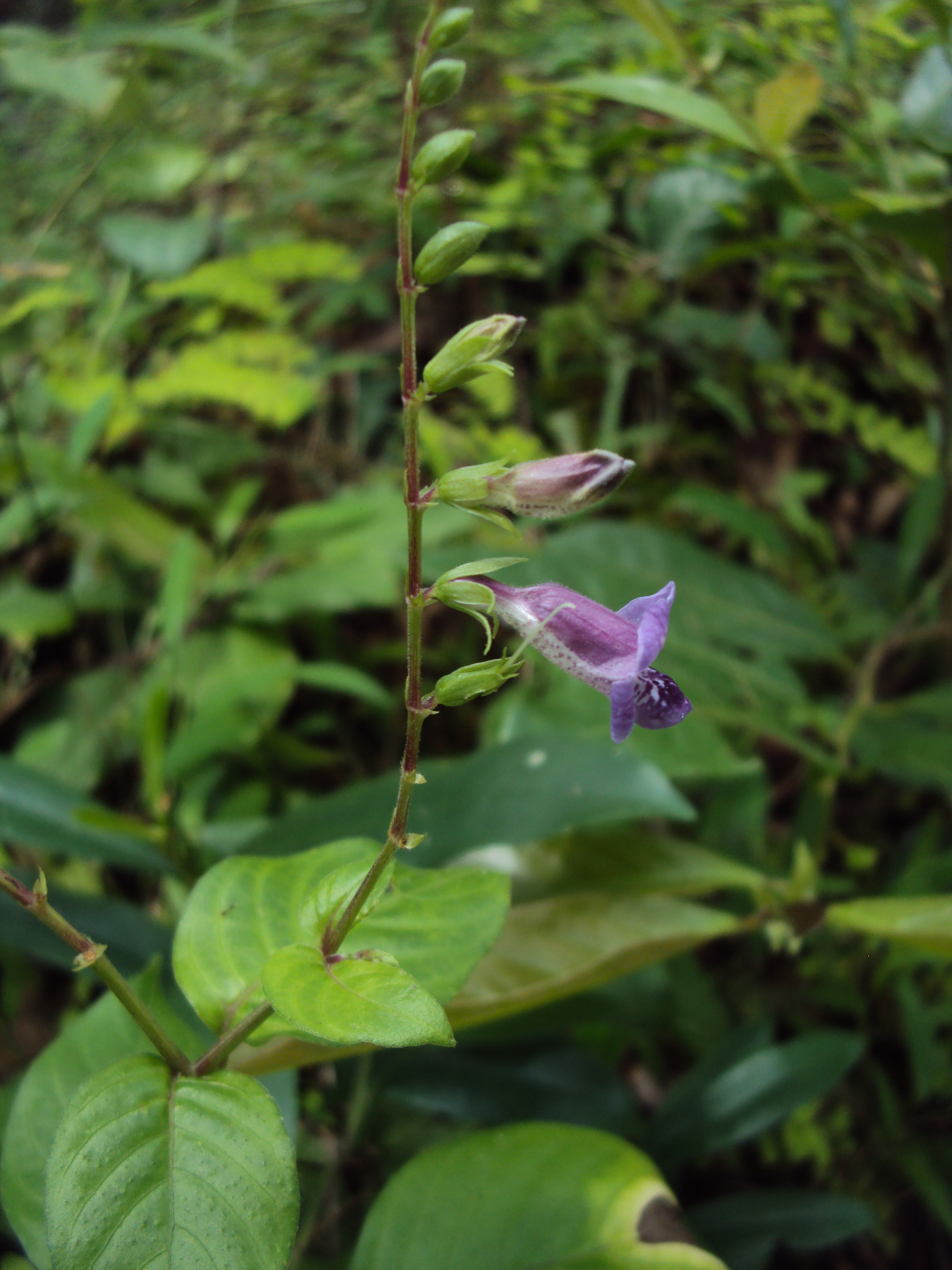